# Nonnen fra Asminderød
Nonnen fra Asminderød er en dansk stum romantisk dramafilm fra 1911 produceret af Nordisk Films Kompagni med Edith Buemann Psilander og Lauritz Olsen i hovedrollerne som Jomfru Marthe og billedskærer Klenz. Filmens instruktør er ukendt.
Filmen havde premiere den 7. februar 1911 i Løvebiografen. 

## Handling
Billedskærer Klenz og Jomfru Marthe elsker hinanden, men Jomfru Marthes far vil ikke tillade side datter at ægte en simpel billedskærer. I stedet sender han datteren i kloster. I klosteret forulemper klosterets skriftefader, Broder Knud, den unge jomfru. Hun modsætter sig hans tilnærmelser, og kaster et krucifiks efter ham, hvorefter han fortrækker. Det lykkes Klenz at mødes med sin elskede, og da Broder Knud opdager, at Jomfru Marthe har givet et kys til den unge billedskærer, bliver han rasende, og anklager Jomfru Marthe for helligbrøde ved at have kastet krucifikset på gulvet. Hun idømmes straf: Levende indmuring. Klenz er ulykkelig, men får fortalt kongen alt. Kongen, der er glad for Klenz, redder jomfru Marthe fra den grusomme straf, og de to unge mennesker får hinanden, da jomfru Marthes fader ikke kan odsætte sig kongens ønske.

## Medvirkende
- Edith Buemann Psilander, som Jomfru Marthe
- Lauritz Olsen, som billedskærer Klenz
- Otto Lagoni
- Axel Mattsson
- Petrine Sonne, som nonne
- Ella la Cour, som nonne
- Valdemar Møller, som munk
- Doris Langkilde, som nonne
- Victor Fabian, som munk
- Ingeborg Rasmussen, som nonne